# Павутиння Шарлотти
«Павутиння Шарлотти» (англ. Charlotte's Web) — дитячий фентезійний роман американського письменника Е. Б. Вайта, яка вперше була опублікована в 1952 році.
«Павутинки Шарлотти» була добре прийнята критиками. Зокрема, Юдора Велті, рецензуючи книгу в New York Times, зазначала: «Ця річ майже ідеально спрацювала, і зроблено це чи не чарівним способом».
Номер 74 у Рейтингу 100 найкращих книг усіх часів журналу Ньюсвік.

## Сюжет
Герой книги — порося на ім'я Вілбур, якого врятувала від загибелі дівчинка по імені Ферн. Порося потрапляє на Скотний двір, де інші тварини дають йому зрозуміти, що проживе він недовго. Однак павучиха Шарлотта починає вплітати в павутину слова, які мають переконати фермера в тому, що порося заслужило на життя.

## Екранізації
За мотивами твору були зняті три фільми:
- Павутиння Шарлотти (фільм 1973)
- Павутиння Шарлотти 2: Велика пригода Вілбура (фільм 2003)
- Павутиння Шарлотти (фільм 2006)

## Переклади українською
- Е. Б. Вайт. Павутиння Шарлотти. Переклад з англійської: Олександр Мокровольський; малюнки: А. Джанік'ян. Київ: Махаон-Україна / Рідна мова, 2007. 170 стор. ISBN 966-605-743-3
  - (передрук) * Е. Б. Вайт. Павутиння Шарлотти. Переклад з англійської: Олександр Мокровольський; малюнки: О. В. Чічік. Київ: Країна мрій / KM Books, 2012. 288 стор. ISBN 978-617-538-144-1